# Lepyronia angulifera
Lepyronia angulifera är en insektsart som beskrevs av Philip Reese Uhler 1876. Lepyronia angulifera ingår i släktet Lepyronia och familjen spottstritar. Inga underarter finns listade i Catalogue of Life.